# Modenschau

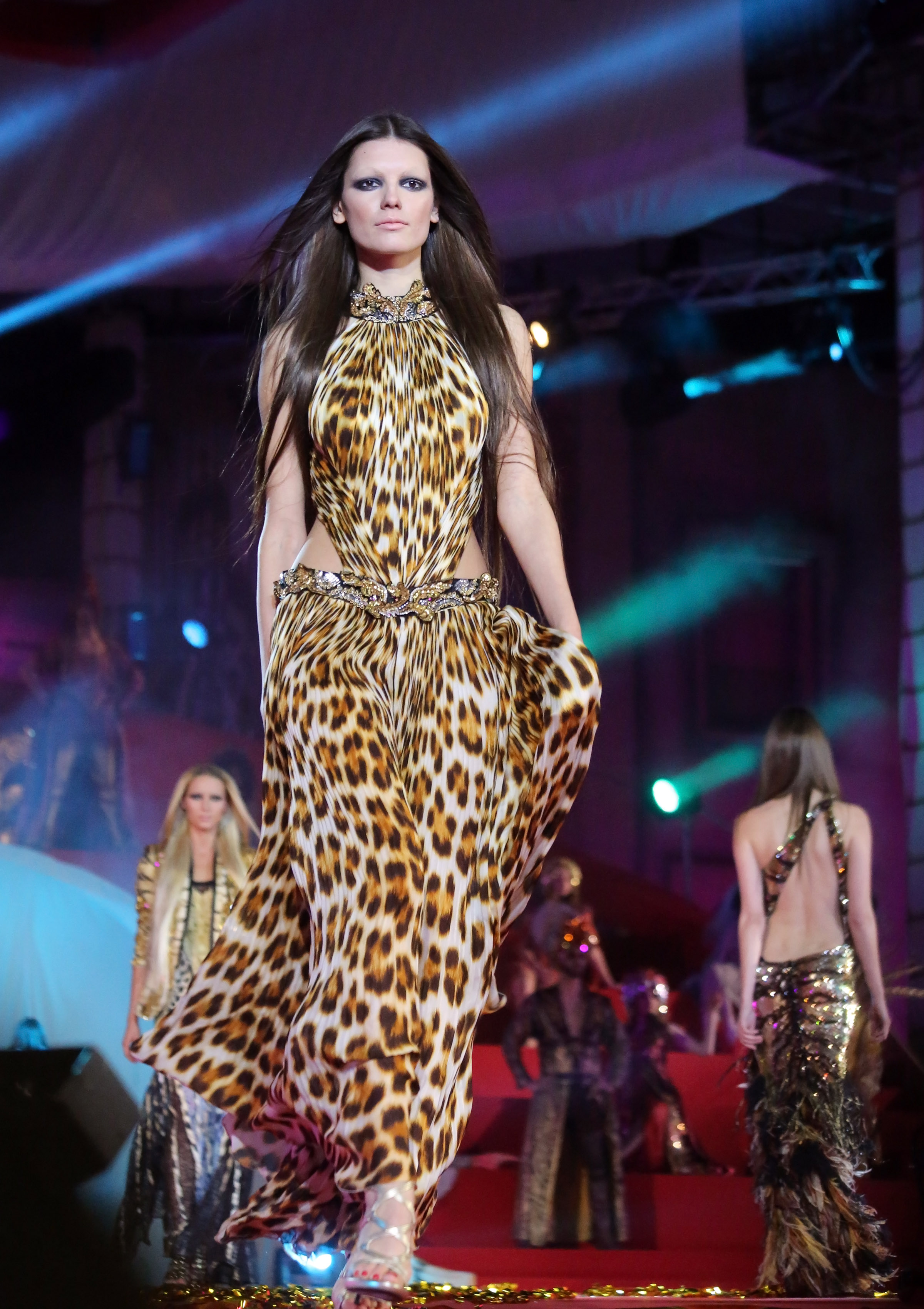
Cavalli-Modenschau (Life Ball 2013)

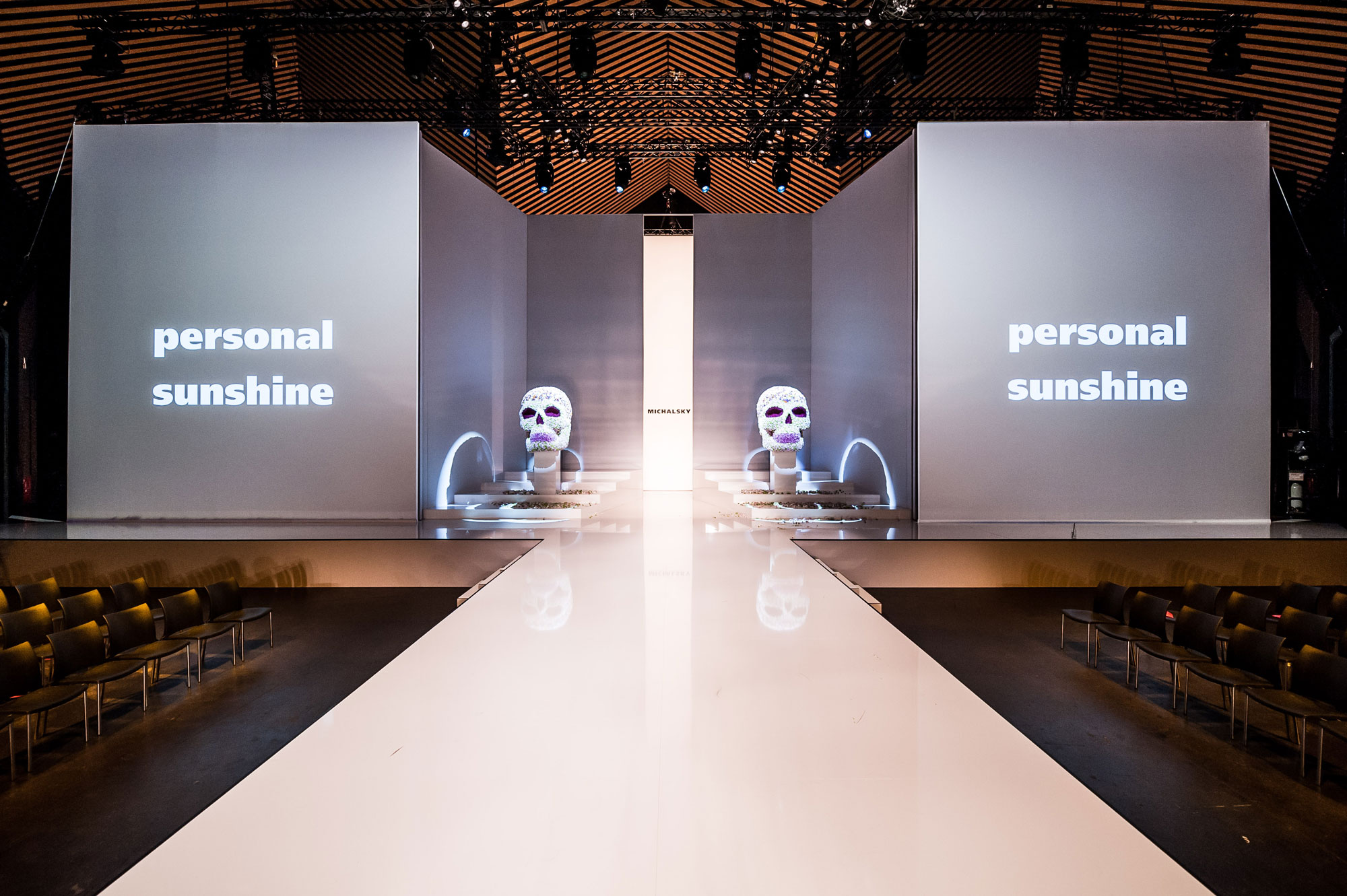
Laufsteg (Catwalk) für Michalskys StyleNite auf der Berlin Fashion Week

Eine Modenschau (auch: Modeschau) ist eine inszenierte Präsentation von Kleidermode. Die Entwürfe der Modedesigner werden meist von Mannequins oder Models auf dem Laufsteg (Catwalk) vorgeführt. Der Rahmen solcher Vorführungen ist nicht fest definiert. Traditionell endet eine Modenschau mit dem gemeinsamen Auftreten aller zuvor vorgeführten Modelle sowie der Verbeugung des Modeschöpfers vor dem Publikum. Eine Modenschau kann für Einzelne, eine kleine Gruppe oder ein internationales Publikum durchgeführt werden.

## Ablauf

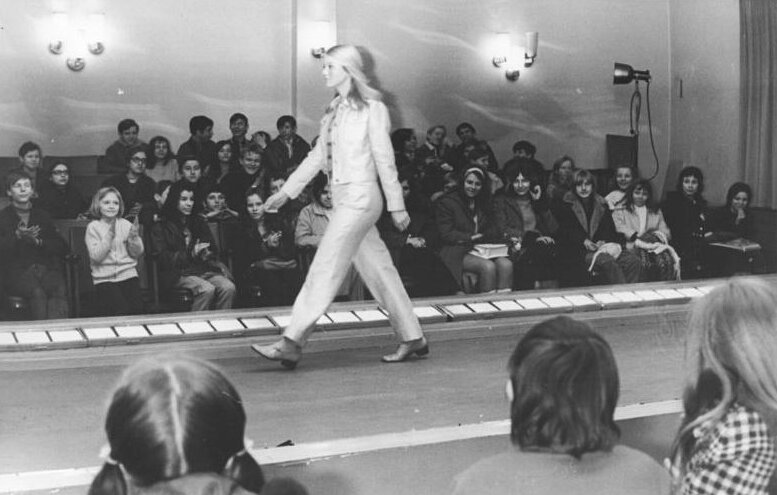
Modenschau im Deutschen Modeinstitut der DDR 1972 für Jugendliche

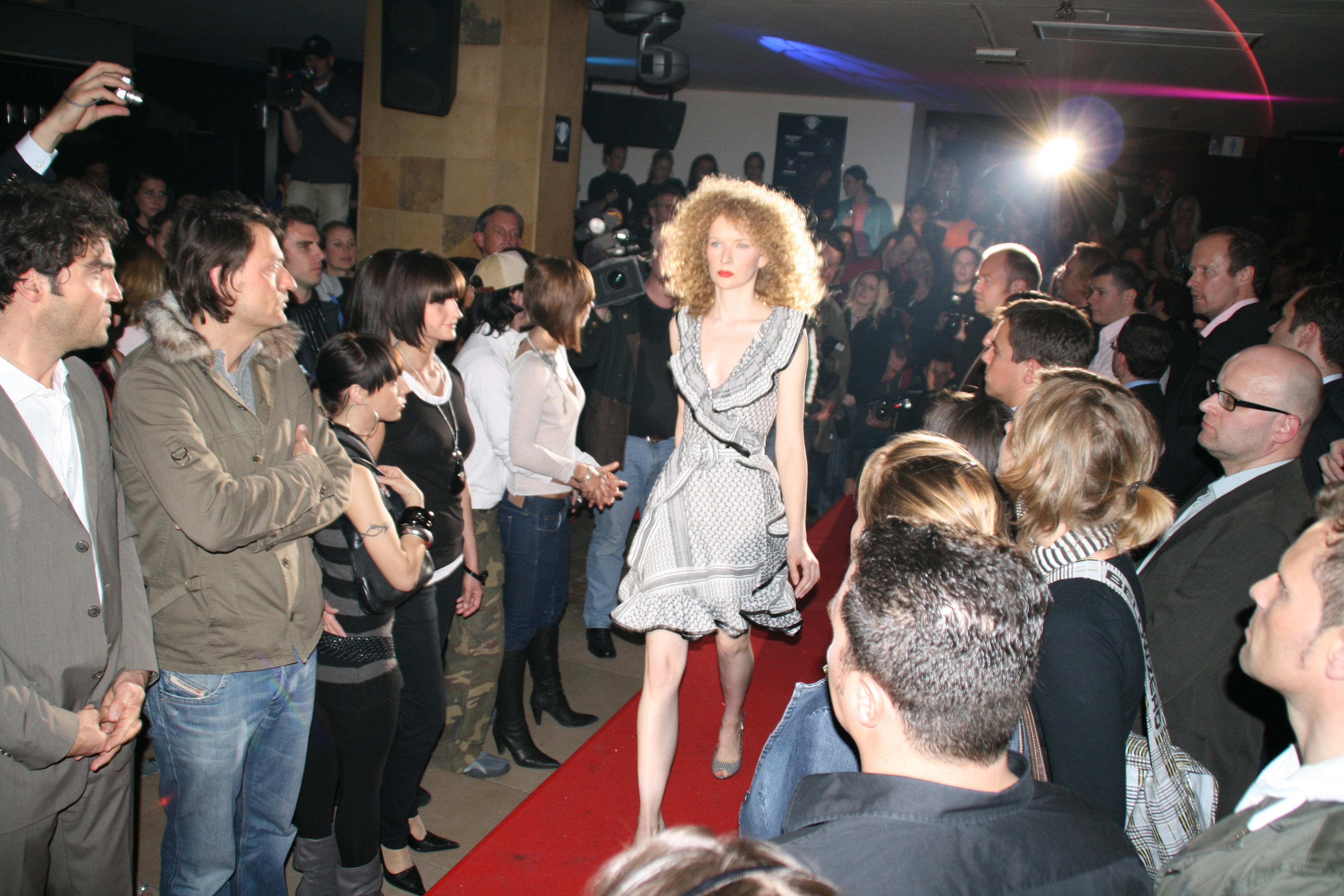
Modenschau in einer Diskothek (2007)

Eine Modenschau, wie sie bspw. von den großen Designern gezeigt wird, dauert üblicherweise 10 bis 15 Minuten. Der Ablauf ist nicht normiert, es hat sich aber eine gewisse Standard-Abfolge etabliert: Die Modenschau beginnt mit dem Eröffnungsmodell, dem die anderen Modelle nacheinander, zum Teil auch nebeneinander, folgen. Je nach Anzahl der Models und Umfang der Kollektion zeigt jedes Mannequin nur ein Outfit oder zieht sich hinter der Bühne mithilfe von Assistenten um und zeigt mehrere Outfits in einer Schau. Die Laufstile der Models können bei Modenschauen zwischen 'klassisch/natürlich' (Prêt-à-porter), 'dramatisch/sexy' (Haute Couture) und 'sportlich' unterschieden werden. Bei manchen Modenschauen wird die Vorführung von Damen- und Herrenmode, gelegentlich auch Kinderbekleidung, kombiniert, andere Modenschauen finden nach Geschlecht (und Alter) getrennt statt. Bei den großen Couturiers endete die Modenschau oft mit einem Braut-Modell. Zum Schluss treten noch einmal alle Models auf, bevor der Designer sich auf dem Laufsteg zeigt und ggf. vor dem Publikum verbeugt. Das Publikum sitzt dabei in der Regel links und rechts entlang des Laufstegs in Blickrichtung auf die Modelle. Nach der Modenschau verlassen die Zuschauer üblicherweise den Veranstaltungsort oder begeben sich, je nach Organisation der Modenschau, ggf. hinter die Bühne, um die Modelle genauer in Augenschein zu nehmen und eventuell mit dem Modeschöpfer in Kontakt zu treten. 
Einer Modenschau geht in der Regel – im Einzelfall mehr oder weniger aufwendig – das Einladen der Gäste voraus, das Casten der Models, das Anpassen der Kleider im Atelier des Designers, das Festlegen der Auftritts-Abfolge der Models, die Auswahl des Veranstaltungsorts, die Errichtung des Laufstegs und die Saalbestuhlung, ggf. das Erstellen einer Sitzordnung für wichtige Gäste, der Transport der Kleider zum Veranstaltungsort, ein oder mehrere Probeläufe, die Auswahl von Begleitmusik, Sound- und Lichtchecks, ggf. die Bereitstellung von Catering und Saalordnungs-Personal etc.
Bis in die 1980er Jahre war es üblich, dass die vorführenden Modelle kleine Schilder mit Nummern trugen, anhand derer es Einkäufern (bspw. der großen Mode-Einzelhändler) erleichtert wurde, im Anschluss an die Vorführung Bestellungen aufzugeben. Heutzutage ist dies eher selten. Die Zuschauer erhalten Kataloge oder sogenannte Lookbooks, in denen sie die Modelle mit Bestellnummern wiederfinden. Je nach Unternehmen werden nur die Modelle der Modenschauen auch wirklich in Produktion gegeben, für welche im Anschluss an die Präsentation genügend Order von Käufern, wie bspw. Einzelhändlern, aufgegeben werden. 
Es gibt auch Modenschauen, die von einem Conférencier moderiert werden.

### Haute-Couture-Modenschau
Bei den der Damenmode vorbehaltenen Haute-Couture-Modenschauen (franz. 'gehobene Schneiderei') sind die aufwendigen Kleidungsstücke in der Regel handgefertigte Einzelteile, speziell für den Laufsteg kreiert und den jeweiligen Models direkt angepasst. Bei den gezeigten Entwürfen geht es heutzutage nicht vorwiegend um die Tragbarkeit, sondern um die Vorgabe von Trends für die Gestaltung der Konfektionsbekleidung oder für Accessoires sowie um die Aufmerksamkeit der Presse für das Modehaus oder den Designer und somit für deren Image.

### Prêt-à-porter Modenschau
Die Kleidung der Prêt-à-porter-Modenschauen (franz. 'bereit zum tragen') ist normalerweise in Standardgrößen gefertigt und wird, je nach Exklusivität, in unterschiedlicher Stückzahl bis hin zu Massenvolumina auf den Markt gebracht. Die auf den Laufstegen gezeigte Konfektionsware wird, im Gegensatz zur Haute Couture, im Handel von der Stange zum Verkauf angeboten.

### Plus-Size Modenschau
Anders als die klassischen Modenschauen, auf denen Models mit Konfektionsgrößen bis 36 präsentieren, zeigen Plus-Size-Modenschauen (Modenschauen für große Größen) Damenmode in Konfektionsgrößen zwischen 38 und 56. Die erste Modenschau dieser Art war 2009 die Full Figured Fashion Week in New York, gefolgt vom British Plus Size Fashion Weekend 2013 in London, der Pulp Fashion Week 2013 in Paris, der Modenschau im Rahmen der Messe Curvy is sexy 2013 in Berlin sowie der Plus Size Fashion Days Hamburg 2013, die seitdem regelmäßig stattfinden. Um das Vorhandensein von Mode in großen Größen zu unterstreichen, finden die meisten dieser – im Vergleich kleineren – Modenschauen zeitgleich mit den großen Modewochen statt, werden jedoch nicht von denselben Veranstaltern organisiert. Gezeigt werden fast ausschließlich auf große Größen spezialisierte Modelabels, die von speziellen Plus-Size Models präsentiert werden.

## Modewochen
Die bedeutsamen Shows werden von den großen Modefirmen regelmäßig, meist zweimal jährlich zu festgelegten Daten für je die Damen- und die Herrenmode, durchgeführt, um vorwiegend ihre Haute Couture bzw. Prêt-à-porter Kollektionen für die Saisons Frühjahr/Sommer bzw. Herbst/Winter zu zeigen. Mit den Entwürfen versuchen die Modedesigner neue Mode-Trends zu setzen. Die Modenschauen der großen Modemarken finden vorwiegend während zentral organisierter Modewochen statt, bei denen innerhalb von wenigen Tagen zahlreiche Designer zeitlich dicht hintereinander ihre Kollektionen der treuesten Kundschaft, wichtigen Einkäufern, der internationalen Presse und sonstigem Publikum vorführen. Der Zutritt zu diesen Veranstaltungen ist normalerweise geladenen Gästen vorbehalten. In den letzten Jahren haben allerdings immer mehr bedeutende Modemarken, wie bspw. Burberry oder Jil Sander damit begonnen, ihre Shows per Live Stream und anschließend als Zusammenschnitt auf der eigenen Webseite im Internet zu zeigen.

### Paris, Mailand, London, New York

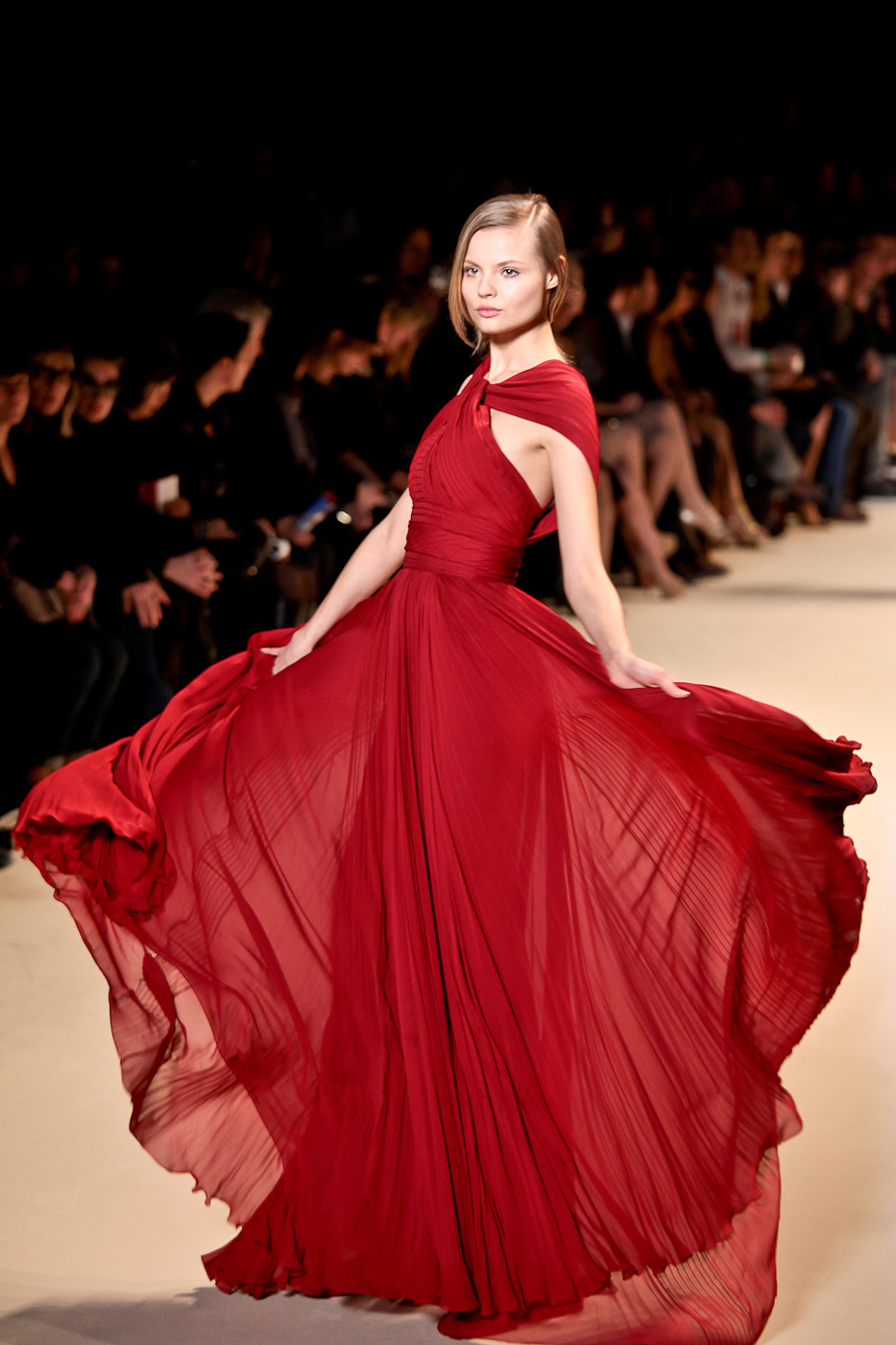
Pariser Modewoche, Herbst 2011

Zu den 'Big Four', den traditionell vier wichtigsten Modezentren der Welt, in denen Modewochen abgehalten werden, zählen die Städte Paris mit den Pariser Modenschauen, Mailand mit der Mailänder Modewoche, London mit der London Fashion Week und New York City mit der New York Fashion Week. Für die Herrenmode gilt Mailand bislang als wichtigster Veranstaltungsort. Traditionell ist Paris für die Damenmode am bedeutendsten. Daneben gibt es weltweit noch viele weitere Modeveranstaltungen, besonders in Wachstumsmärkten wie den Schwellenländern.
Zu diesen Modenschauen kommen neben den besten Kunden der Modefirmen (Privatpersonen und Einzelhändler) international bekannte Modejournalisten wie Anna Wintour (Vogue USA), Suzy Menkes (IHT) oder Hilary Alexander (The Daily Telegraph) und zahlreiche Prominente. Letztere werden von den Modemarken oftmals gezielt eingeladen, um besonders viel mediales Interesse zu erzielen. Seit den späten 2000er Jahren waren bei den internationalen Modenschauen unter den geladenen Gästen der Presse auch verstärkt Modeblogger zu finden. Die dort gezeigten Ready-to-wear-Modelle sind in der Regel für die Saison im folgenden Jahr gedacht und ein halbes Jahr nach der Schau im Handel erhältlich; so fand die Präsentation der Frühling-/Sommerware 2011 bspw. Mitte 2010 statt, und die Modelle kamen Anfang 2011 in den Handel. Die ausschließlich in Paris präsentierte Haute Couture Mode wird einem kleinen Kundenkreis im jeweiligen Atelier der Modeschöpfer angepasst und gelangt ansonsten nicht in den Handel.

### Weitere Modenschauen

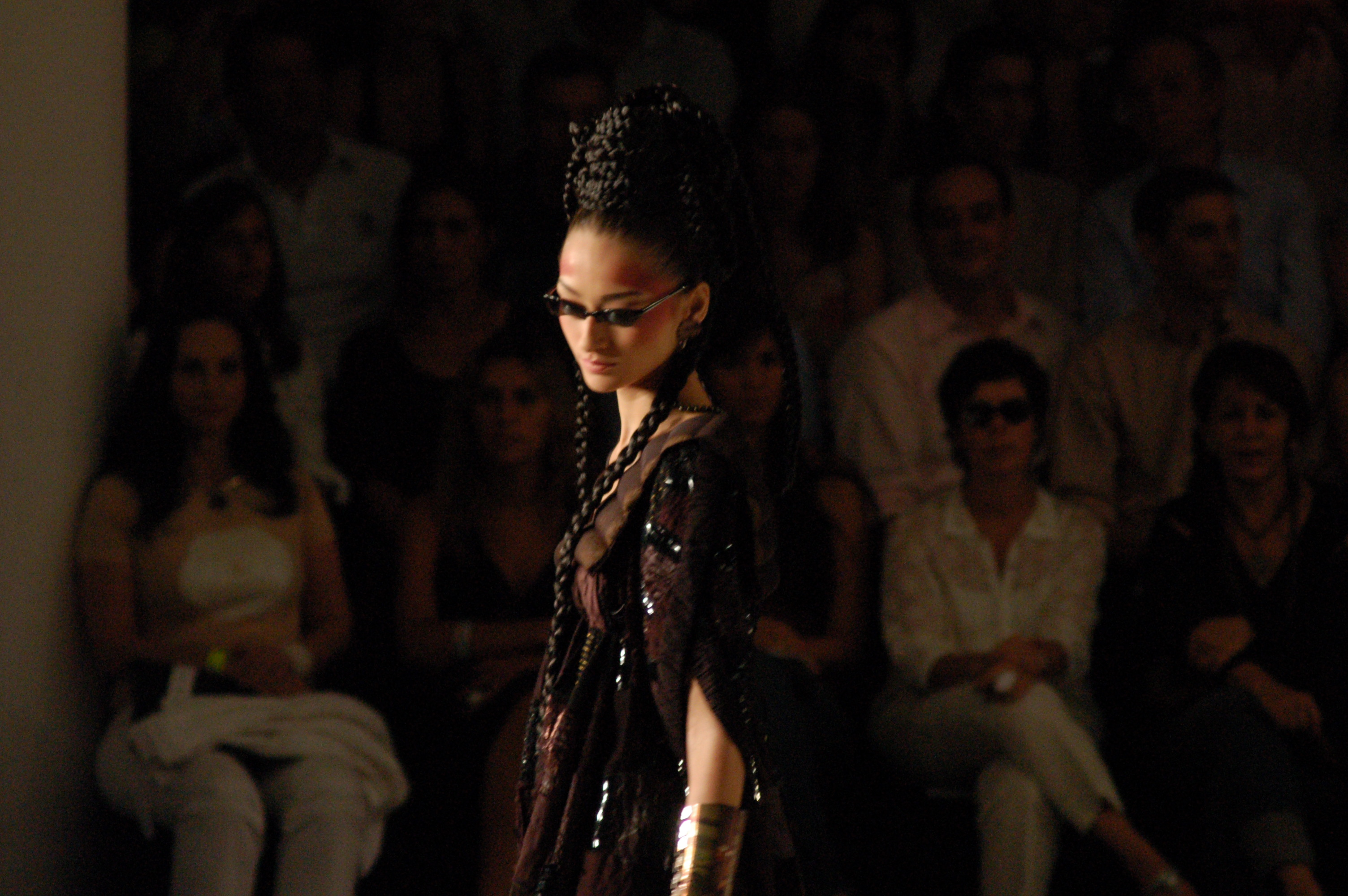
Modewoche São Paulo, Winter 2007

In Berlin wurde 2007 die Berlin Fashion Week etabliert. In Florenz wird zeitlich vor den Mailänder Schauen die Pitti Immagine veranstaltet. Daneben gibt es regional bedeutsame Modenschauen unter anderem in Antwerpen, Wien, Düsseldorf, Stockholm, Tokio, Rio de Janeiro, São Paulo, Moskau und Mumbai. Während in Krefeld jährlich die größte Straßenmodenschau der Welt stattfindet, sind in Wien bei der öffentlich zugänglichen Eröffnung des Life-Balls internationale Topmodels und andere Prominente auf dem Red Ribbon-Catwalk zu bewundern.
Die weltgrößte Modemesse war viele Jahre die von der Igedo veranstaltete und 2012 zum letzten Mal gezeigte Collections Premiere Düsseldorf (CPD). Sie wurde von der Bread & Butter und der Berliner Premium-Modemesse abgelöst.

## Bedeutende Modemarken
Die großen Modemarken veranstalten für ihre Kollektionen meist imposante Modenschauen an beeindruckenden Locations mit vielen Models, bekannten Visagisten, aufwendiger Licht- und Tontechnik usw., die je bis zu einer Million Euro und gegebenenfalls noch mehr kosten können: BOSS, Burberry, Giorgio Armani, Calvin Klein, Chanel, Dolce & Gabbana, Dior, Escada, Gucci, Jil Sander, Lagerfeld, Louis Vuitton, Prada, Ralph Lauren, Valentino, Versace, Yves Saint Laurent, u. v. m.
Das italienische Modehaus Fendi zeigte im Jahr 2007 als erstes Modeunternehmen der Welt eine Modenschau auf der Chinesischen Mauer. Chanel zeigt seine Kollektionen oftmals im Pariser Grand Palais, der dafür besonders aufwendig dekoriert wird. Eine Besonderheit bildet die StyleNite des Berliner Designers Michael Michalsky, der seine Modenschau im Rahmen der Berlin Fashion Week zeigt und jeweils mit Shows und Aufführungen anderer Künstler kombiniert.

## Modekalender
Zeitliche Abfolge der wichtigsten Modewochen der Welt in Mailand, Paris, New York, London sowie der Berlin Fashion Week am Beispieljahr 2010:

(H/W Herbst/Winter; F/S Frühjahr/Sommer)
| Mailand                        | Berlin                               | Paris                          | Paris                              | New York                             | London                        | London                     | Mailand                            | Paris                        | Mailand                      | Paris                        | Paris                                | Berlin                            | New York                         | London                     | London                  | Mailand                    | Paris                         |
| ------------------------------ | ------------------------------------ | ------------------------------ | ---------------------------------- | ------------------------------------ | ----------------------------- | -------------------------- | ---------------------------------- | ---------------------------- | ---------------------------- | ---------------------------- | ------------------------------------ | --------------------------------- | -------------------------------- | -------------------------- | ----------------------- | -------------------------- | ----------------------------- |
| Herren H/W 2010-11 16.–20. Jan | Herren/Damen H/W 2010-11 20.–23. Jan | Herren H/W 2010-11 21.–24. Jan | Haute Couture F/S 2010 25.–28. Jan | Herren/Damen H/W 2010-11 11.–18. Feb | Damen H/W 2010-11 19.–23. Feb | Herren H/W 2010-11 24. Feb | Damen H/W 2010-11 24. Feb.–2. März | Damen H/W 2010-11 2.–10-März | Herren F/S 2011 19.–22. Juni | Herren F/S 2011 23.–27. Juni | Haute Couture H/W 2010/11 5.–8. Juli | Herren/Damen F/S 2011 7.–10. Juli | Herren/Damen F/S 2011 9.–16. Sep | Damen F/S 2011 17.–21. Sep | Herren F/S 2011 22. Sep | Damen F/S 2011 22.–28. Sep | Damen F/S 2011 28. Sep–7. Okt |

In Mailand und Paris finden die Vorführungen der Damen- bzw. Herrenmode zu unterschiedlichen Daten getrennt statt. In London war bis 2012 der letzte Tag der London Fashion Week der Herrenmode gewidmet; seit Juni 2012 finden Anfang Januar und Mitte Juni über jeweils mehrere Tage die sogenannten London Collections: Men als separate Herrenmodewoche in London statt (die Veranstaltung London Collections: Women dient seit Sommer 2012 neben der London Fashion Week als Präsentationsforum für Vorkollektionen der Damenmode). In New York und Berlin wird sowohl Damen- als auch Herrenmode in der gleichen Woche vorgestellt.